# The Mix-Up
The Mix-Up é o sétimo álbum de estúdio lançado pela banda Beastie Boys, lançado em 2007.

## Faixas
1. "B for My Name" – 3:31
2. "14th St. Break" – 3:34
3. "Suco de Tangerina" – 3:17
4. "The Gala Event" – 3:47
5. "Electric Worm" – 3:15
6. "Freaky Hijiki" – 3:05
7. "Off the Grid" – 4:36
8. "The Rat Cage" – 3:37
9. "The Melee" – 3:10
10. "Dramastically Different" – 3:57
11. "The Cousin of Death" – 3:06
12. "The Kangaroo Rat" – 3:28